# Joeri Jansen
Joeri Jansen (Turnhout, 28 mei 1979) is een Belgische middellangeafstandsloper, die met name succesvol was op de 800 m, 1500 m en bij het veldlopen. Tot zijn beste prestaties behoren een finaleplaats op de Europese indoorkampioenschappen (2005 en 2007) en ook halve finaleplaatsen op de wereldkampioenschappen in 2003 en 2005. Ook nam hij deel aan de Olympische Spelen van 2004 in Athene. Bovendien had hij drie Belgische records in handen (in- en outdoor).

## Loopbaan
Joeri Jansen maakte zijn internationale doorbraak in 2001. Hij behaalde toen een zilveren medaille op de 800 m bij de Europese kampioenschappen voor atleten onder 23 jaar. In 2004 kreeg hij de Gouden Spike, de belangrijkste atletiekprijs in België, uitgereikt. Een jaar later werd hij zevende in de finale van de 1500 m op de EK indoor in Birmingham (Groot-Brittannië).
Joeri Jansen wordt getraind door Luc Wouters en René Didden bij zijn club AS Rieme. Hij had een topsport statuut bij Topsport Vlaanderen van 1 november 2006 tot 31 maart 2008. Daarvoor was hij van 1 november 2003 tot 31 oktober 2006 beroepsatleet bij het Bloso.

## Belgische kampioenschappen
Outdoor
| Onderdeel | Jaar             |
| --------- | ---------------- |
| 800 m     | 2001, 2002, 2003 |
| 1500 m    | 2005             |

Indoor
| Onderdeel | Jaar |
| --------- | ---- |
| 1500 m    | 2003 |

## Persoonlijke records
Outdoor
| Onderdeel | Prestatie    | Datum            | Plaats  |
| --------- | ------------ | ---------------- | ------- |
| 600 m     | 1.15,35 (NR) | 27 augustus 2002 | Luik    |
| 800 m     | 1.44,38      | 30 augustus 2002 | Brussel |
| 1500 m    | 3.35,97      | 4 juni 2005      | Sevilla |
| 1 mijl    | 3.55,84      | 29 juli 2005     | Oslo    |

Indoor
| Onderdeel | Prestatie       | Datum            | Plaats |
| --------- | --------------- | ---------------- | ------ |
| 800 m     | 1.46,46 (ex-NR) | 8 februari 2004  | Gent   |
| 1000 m    | 2.18,65 (ex-NR) | 23 februari 2001 | Gent   |
| 1500 m    | 3.40,12         | 6 maart 2005     | Madrid |
| 3000 m    | 8.14,33         | 26 februari 2006 | Gent   |

## Internationale Palmares
| Jaar | Toernooi    | Plaats     | Onderdeel | Prestatie                          |
| ---- | ----------- | ---------- | --------- | ---------------------------------- |
| 1997 | EK junioren | Ljubljana  | 800 m     | reeks: 1.57,00                     |
| 1998 | WK junioren | Marrakesh  | cross     | 108ste plaats                      |
| 1998 | WK junioren | Annecy     | 800 m     | ½ fin.: 6de in 1.53,46             |
| 1999 | EK junioren | Ferrara    | cross     | 27ste plaats                       |
| 2000 | EK indoor   | Gent       | 800 m     | reeks: 1.54,18                     |
| 2001 | WK          | Oostende   | veldlopen | 122ste plaats                      |
| 2001 | EK (U23)    | Amsterdam  | 800 m     | in 1.47,80                         |
| 2001 | WK          | Edmonton   | 800 m     | reeks 4: 4de in 1.48,42            |
| 2002 | EK          | München    | 800 m     | ½ fin.: 4de in 1.48,62 (12v16)     |
| 2003 | WK          | Parijs     | 800 m     | ½ fin.: 4de in 1.46,78 (13v24)     |
| 2004 | WK indoor   | Boedapest  | 800 m     | ½ fin. 2/3: 5de in 1.48,61 (10v18) |
| 2004 | OS          | Athene     | 800 m     | reeks 5: 4de in 1.46,66 (27v72)    |
| 2005 | EK indoor   | Madrid     | 1500 m    | 5de in 3.40,12 (PR)                |
| 2005 | WK          | Helsinki   | 1500 m    | ½ fin.: 12de in 3.44,88            |
| 2007 | EK indoor   | Birmingham | 1500 m    | 7de in 3.46,82                     |
| 2008 | NK indoor   | Gent       | 800 m     | 3e (buiten mededinging) in 1.50,95 |

## Nationale palmares
| Datum | Categorie | Discipline    | Prestatie  |
| ----- | --------- | ------------- | ---------- |
| 2001  | BK AC     | 800 m         | in 1.47,17 |
| 2002  | BK AC     | 800 m         | in 1.46,43 |
| 2003  | BK AC     | 1500 m (ind.) | in 3.47,12 |
| 2003  | BK AC     | 800 m         | in 1.48,16 |
| 2005  | BK AC     | 1500 m        | in 3.57,49 |
| 2006  | BK AC     | 800 m (ind.)  | in 1.50,18 |
| 2007  | BK AC     | 1500 m (ind.) | in 3.44,07 |
| 2008  | BK AC     | 800 m (ind.)  | in 1.49,41 |

## Prestatieontwikkeling
| jaar | 400 m | 800 m   | 1000 m  | 1500 m  | 3000 m  |
| ---- | ----- | ------- | ------- | ------- | ------- |
| 1993 | 55,70 | 2.10,06 | 2.51,55 | 4.23,40 | /       |
| 1994 | 54,42 | 2.00,11 | 2.40,2  | 4.11,1  | /       |
| 1995 | 52,44 | 1.55,43 | 2.36,8  | 4.06,64 | 9.03,00 |
| 1996 | 50,17 | 1.54,15 | 2.29,09 | 4.00,04 | /       |
| 1997 | 51,26 | 1.50,97 | 2.26,62 | 3.55,04 | 8.38,81 |
| 1998 | 50,25 | 1.48,81 | 2.22,80 | 3.55,04 | 8.22,67 |
| 1999 | /     | 1.47,63 | 2.28,16 | 3.48,91 | 8.31,31 |
| 2000 | 48,87 | 1.46,12 | 2.23,03 | 3.41,55 | 8.15,96 |
| 2001 | /     | 1.44,52 | 2.21,90 | 3.45,74 | /       |
| 2002 | /     | 1.44,38 | /       | /       | /       |
| 2003 | /     | 1.44,95 | /       | 3.44,47 | /       |
| 2004 | /     | 1.44,48 | /       | 3.41,04 | /       |
| 2005 | /     | 1.47,22 | /       | 3.35,97 | 8.15,71 |
| 2006 | /     | 1.46,88 | /       | 3.41,90 | /       |
| 2007 | /     | 1.47,91 | /       | 3.41,82 | /       |
| 2008 | /     | 1.46,91 | /       | /       | /       |

## Onderscheidingen
- 2004: Gouden Spike